# Pro Ecclesia et Pontifice
Pro Ecclesia et Pontifice (česky Pro církev a papeže) je papežské záslužné vyznamenání udělované kněžím i laikům za zvláštní zásluhy. Ocenění, nazývané též čestný kříž, bylo zavedeno 17. července 1888 papežem Lvem XIII. na památku padesátého výročí jeho kněžského svěcení. Jedná se o nejvyšší vyznamenání, které může papež udělovat i laikům.